# Чарићи
Чарићи су насељено мјесто у општини Кнежево, Република Српска, БиХ. Према попису становништва из 1991. у насељу је живјело 227 становника.

## Становништво
По посљедњем службеном попису становништва из 1991. године, насељено мјесто Чарићи имало је 227 становника.
| Националност       | 1991.      | 1981. | 1971. |
| Срби               | 227 (100%) |       |       |
| остали и непознато | 0          |       |       |
| Укупно             | 227        | '     | '     |

| Демографија | Демографија | Демографија |
| Година      | Становника  | Становника  |
| ----------- | ----------- | ----------- |
| 1961.       | 234         |             |
| 1971.       | 344         |             |
| 1981.       | 300         |             |
| 1991.       | 227         |             |